# Abdulwahab Werfeli
Abdulwahab Werfeli (arab. عبد الوها ورفلي) – libijski pływak, olimpijczyk.
Werfeli wystąpił na Letnich Igrzyskach Olimpijskich 1980 w jednej konkurencji, którą było 100 m stylem dowolnym. Z wynikiem 1:01,55 zajął przedostatnie 7. miejsce w swoim wyścigu eliminacyjnym, wyprzedzając Libańczyka Bilalla Yamouta. Libijczyk uzyskał 36. wynik eliminacji (oprócz Yamouta okazał się lepszy od Zoëgo Andrianifahy z Madagaskaru i Edgara Martinsa z Mozambiku).